# Ca Donya Àngela
Ca Donya Àngela és una merceria de Palma coneguda per ser la botiga més antiga de Mallorca. Actualment està regentada per Miquel Aguiló Pujadas i la seva dona Esther Gordiola. La botiga adoptà el nom "Àngela" o "Ca Donya Àngela" en memòria d'Angela Bonnín Pinya que se'n va fer càrrec el 1931.

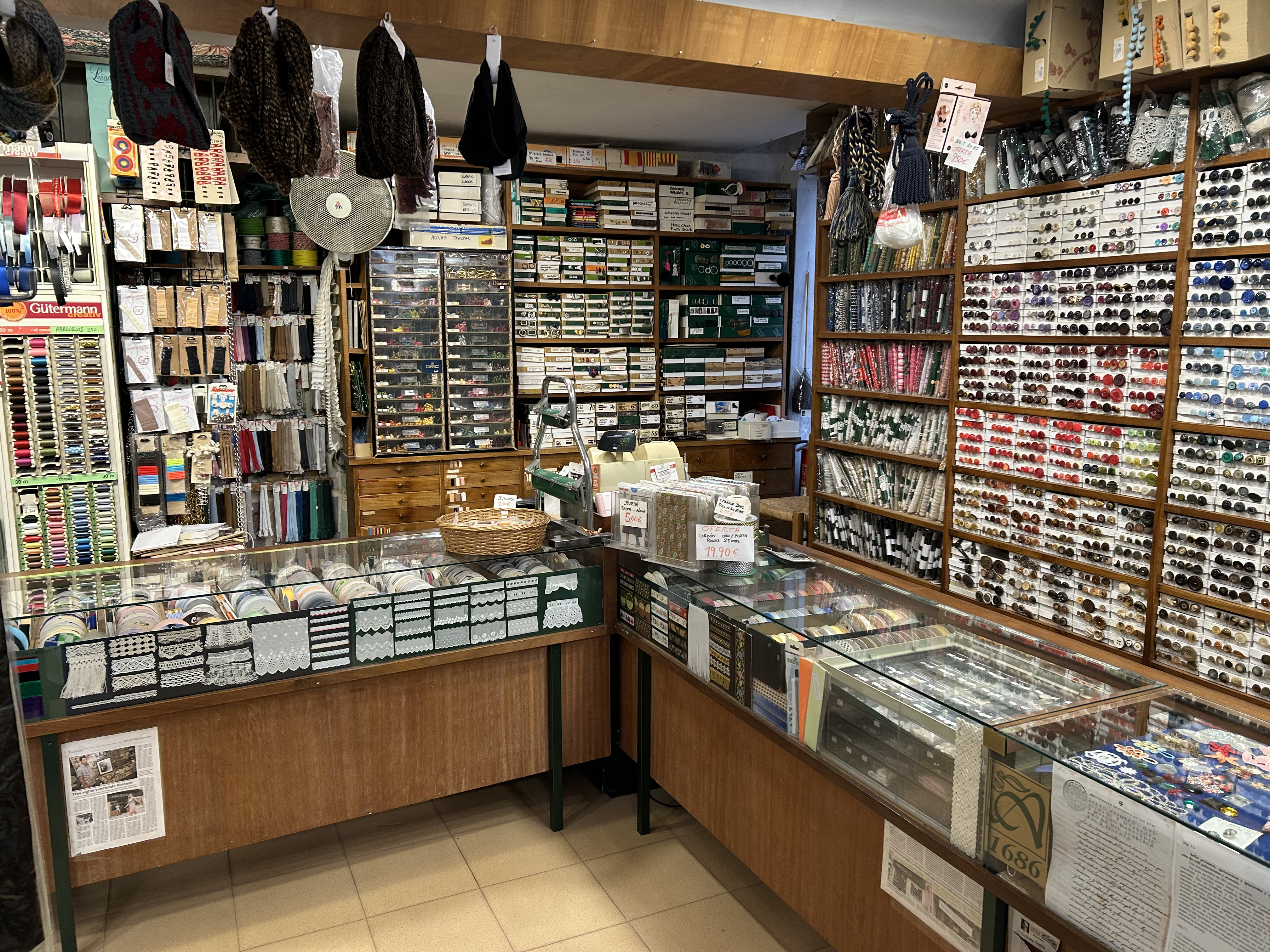
Interior de Ca Donya Àngela (Palma)

La primera venda documentada del negoci és de 1671, quan encara no pertanyia a una persona de la família propietària actual. La tenda fou confiscada per la Inquisició i a l'any 1685, Pere Joan Bernat Fortesa "el botiguer" va comprar-la. Des de llavors ha estat regentat durant onze generacions per la mateixa família i sempre com a merceria. Està ubicada a l'antic Call Menor al carrer Jaume II, abans anomenat del Segell o dels Bastaixos, un dels carrers més antics de la ciutat.
El comerç és una merceria tradicional i l'interior del local és senzill amb mobiliari sobri. El fet d'estar a un nivell més baix que el carrer indica que no ha sofert gaire reformes en els darrers cent anys.
L’any 2020, se li atorgà la Medalla d’Or del Consell de Mallorca.
El 24 de juliol de 2024 (resolució núm. 7460, Ajuntament de Palma) el manté com a Comerç Emblemàtic (categoria 1A) en l'aprovació del Catàleg d'establiments emblemàtics de 2024, en què és donat d’alta el 2018.